# Cymatomera denticollis
Cymatomera denticollis is een rechtvleugelig insect uit de familie sabelsprinkhanen (Tettigoniidae). De wetenschappelijke naam van deze soort is voor het eerst geldig gepubliceerd in 1853 door Schaum.
1. ↑  (en) Cymatomera denticollis op de IUCN Red List of Threatened Species.